# The Seven Year Itch
| Recensione                    | Giudizio |
| ----------------------------- | -------- |
| AllMusic                      | [ 1 ]    |
| The Guardian                  | [ 2 ]    |
| Mojo                          | [ 3 ]    |
| The Rolling Stone Album Guide | [ 4 ]    |
| Uncut                         | [ 5 ]    |

The Seven Year Itch è il secondo album dal vivo del gruppo musicale inglese Siouxsie and the Banshees, pubblicato il 19 maggio 2003.

## Il disco
A distanza di sette anni dallo scioglimento del gruppo nel 1996, i tre membri principali (Siouxsie Sioux, Steven Severin e Budgie) più l'ultimo chitarrista dei Banshees Knox Chandler, accettano l'offerta di suonare al Coachella Festival, in California. La notizia della loro riunione suscita un gran numero di richieste per ulteriori concerti negli Stati Uniti, in Gran Bretagna e in Giappone. Le scalette di queste esibizioni segnalano subito la predilezione non per i loro successi radiofonici, ma per pezzi meno recenti, poco noti e suonati raramente dal vivo, scelta profondamente apprezzata dai fan del gruppo. L'album contiene inoltre un'esemplare interpretazione di Blue Jay Way dei Beatles, suonato in memoria di George Harrison, scomparso nel novembre 2001. Siouxsie Sioux conferma tutto il suo carisma sul palco; nelle vesti di chitarrista, al posto di Jon Klein, che aveva abbandonato il gruppo durante il tour per l'album The Rapture, è subentrato Knox Chandler.
L'album The Seven Year Itch è la testimonianza di due concerti tenuti allo Shepherds Bush Empire di Londra il 9 e 10 luglio 2002. Dello stesso titolo anche il DVD con la registrazione video dei concerti.
Il titolo si riferisce al fatto che Siouxsie and the Banshees non avessero suonato insieme per sette anni prima di intraprendere quest'ultimo tour della loro carriera. È anche un accenno al film di Billy Wilder The Seven Year Itch (Quando la moglie è in vacanza).
The Seven Year Itch è il secondo album live della band, il primo è stato Nocturne del 1983. The Rolling Stone Album Guide l'ha descritto come "un vibrante ricordo dell'energia del dark".
La riunione dei Banshees, tuttavia, fu solo temporanea: finito il tour, Siouxsie e il batterista Budgie tornarono a occuparsi del nuovo album del loro gruppo, The Creatures, Hái! (2003).

## Tracce
Testi e musiche di Siouxsie and the Banshees, eccetto ove indicato.
CD/LP
Testi e musiche di Siouxsie and the Banshees.
1. Pure – 3:31
2. Jigsaw Feeling – 4:56
3. Metal Postcard – 4:23
4. Red Light – 4:05
5. Lullaby – 4:33
6. Lands End – 7:05
7. I Could Be Again – 4:27
8. Icon – 5:32
9. Night Shift – 6:40
10. Voodoo Dolly – 8:10
11. Trust In Me – 4:26
12. Blue Jay Way – 5:04 (Harrison)
13. Monitor – 6:52
14. Peek-a-Boo – 5:00

DVD
Testi e musiche di Siouxsie and the Banshees.
1. Pure – 3:31
2. Jigsaw Feeling – 4:56
3. Metal Postcard – 4:23
4. Red Light – 4:05
5. Happy House – 3:52
6. Christine – 2:55
7. Lullaby – 4:33
8. Lands End – 7:05
9. Cities in Dust – 4:05
10. I Could Be Again – 4:27
11. Icon – 5:32
12. Night Shift – 6:40
13. Voodoo Dolly – 8:10
14. Spellbound – 3:19
15. Blue Jay Way – 5:04 (Harrison)
16. Monitor – 6:52
17. Peek-a-Boo – 5:00

## Formazione
- Siouxsie Sioux - voce
- Knox Chandler - chitarra
- Steven Severin - basso
- Budgie - batteria, percussioni

### Altri musicisti
- eX-Girl - coro in Peek-a-Boo